# Mendetz
Mendetz és un grup de música indie i pop electrònic de Barcelona, format el 2003. Està format per guitarres, teclats, un baix i una bateria. Es descriuen si mateixos com els «artesans de la robòtica», la crítica parla de « un grup de referència en la música més ballable del país».
L'octubre de 2006 van traure al mercat l'àlbum homònim, Mendetz, amb Sinnamon Records, després d'haver reeixit amb la seua maqueta. A l'inici recordaven la música electrònica analògica dels anys vuitanta.
Va esdevenir el primer grup amb només maquetes en tocar a grans festivals com el Summercase (amb New Order, Massive Attack o Daft Punk) i el Barcelona Acció Musical, i en sales importants de tot l'estat espanyol com la Razzmatazz, la Sala Apolo, Sala La Riviera, etc. Aquest disc també va ser tret al mercat al Regne Unit amb l'EP «Futuresex» davall la discogràfica Naked Man.
El 2007 van ser nominats als MTV Europe Music Awards en la categoria New Sounds Of Europe.
Al maig de 2009 van traure al mercat el segon àlbum, Souvenir. A l'any següent van signar amb la discogràfica Warner Music Group i van reeditar l'àlbum amb una cançó extra «Freed from Desire», una versió de la cantant italoamericana Gala. El 2012 va seguir el tercer disc Silly Symponies. El juny de 2015 van participar en el Festival de Glastonbury, el festival a l'aire lliure de música i arts escèniques més gran del món.

## Discografia
- Mendetz (amb el tema «Futuresex» (2006)
- Souvenir (2009)
- Silly Symphonies (2012)[1]